# Wilhelm Christian von der Recke
Wilhelm Christian von der Recke (* 28. Februar 1741 auf Uentrop; † 25. Mai 1819 in Brandenburg an der Havel) war ein königlich preußischer Generalmajor und zuletzt Kommandeur des Leibkürassier-Regiments.

## Herkunft
Seine Eltern waren Friedrich Christian von der Recke (* 5. März 1693; † 10. Februar 1744) und dessen Ehefrau Engel Luisa von der Recke (* 29. Juli 1720; † 13. Juli 1797) aus dem Haus Haaren. Sein Vater war Erbherr auf Haus Uentrop sowie Westhaus (Pelkum) und Niederhaus (Herringen).

## Leben
Er kam 1755 als Standartenjunker in das Leibkürassier-Regiment. Während des Siebenjährigen Krieges kämpft er in den Schlachten bei Prag, Kolin und Torgau. Er wurde am 20. Januar 1757 Kornett und am 18. August 1760 Leutnant.
Nach dem Krieg wurde er am 2. Januar 1767 Stabsrittmeister und am 5. April 1769 Rittmeister und Kompaniechef. Am 17. Juni 1775 wurde er Major und nahm 1778/79 am Bayrischen Erbfolgekrieg teil. Am 1. Oktober 1784 wurde er mit Patent zum 30. September 1784 zum Oberstleutnant befördert. Am 25. Mai 1787 stieg er zum Oberst auf. Am 10. Mai 1792 erhielt er seine Demission als Generalmajor und eine Pension von 800 Talern. Nach seinem Abschied lebte er zunächst im Salze bei Magdeburg (heute vermutlich: Bad Salzelmen). Er stellte einen Antrag auf eine Kammerherrenstelle, was aber am 4. Dezember 1797 abgelehnt wurde, da keine Stelle frei sei. Nach dem verlorenen Krieg von 1806 wurde seine Pension gestrichen. Am 10. Dezember 1807 erhielt er den Bescheid, sich für eine Pension an seinen Landesherrn, den König von Württemberg, zu wenden. Er starb am 25. Mai 1819 in Brandenburg an der Havel.

## Familie
Er heiratete am 17. März 1778 in Schönebeck an der Elbe Luise Christiane von Trotha verwitwete von Maltitz (* 4. Februar 1743; † 29. Dezember 1812). Luise brachte zwei Töchter mit in die Ehe:
- Henriette
- Christiane ⚭ N.N. Beckhaus zu Lengerich